# Колбасьєв Сергій Адамович

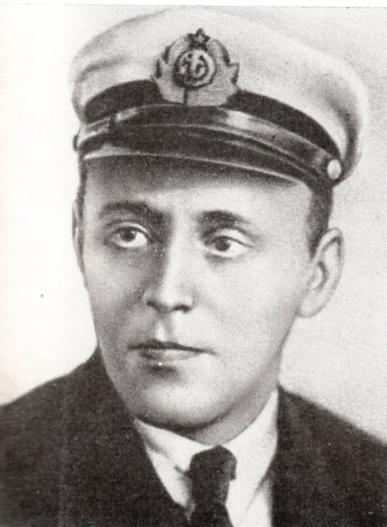
Сергій Адамович Колбасьєв

Сергій Адамович Колбасьєв (рос. Сергей Адемович Колбасьев; 5 березня 1899, Одеса, Херсонська губернія, Російська імперія — 30 жовтня 1942, ?) — радянський прозаїк-мариніст, поет, радіоаматор, моряк, ентузіаст джазу.

## Біографія
Народився в родині колезького асесора Адама Вікторовича Колбасьєва і уродженки Мальти Емілії Елеонори (Емілії Петрівни) Каруана. Багато в чому завдяки матері з дитинства володів англійською, французькою, німецькою та італійською мовами.
Навчався в Петербурзькій гімназії, з 1915 року, за прикладом братів батька — в Морському кадетському корпусі. Практику проходив в 1917 році на міноносці «рос. Свирепый», брав участь у бойових діях проти турецького флоту. Після закриття корпусу і дострокового випуску в березні 1918 року був направлений на Північний флот, де служив перекладачем при союзницькій місії. Перед інтервенцією поїхав до Петрограда.
У 1918 році став моряком Робітничо-селянського Червоного Флоту і проходив службу на Балтійському флоті на лінкорі «Петропавловськ».
У лютому 1922 року по клопотанню наркома освіти Луначарського був відряджений для роботи у видавництві «Всесвітня література» і звільнений у запас.
Працював перекладачем в радянських дипломатичних місіях: в 1923 році — в кабульскому представництві (повернувся на батьківщину через конфлікт з головою місії), в 1923-1928 роках — у торговому представництві в Гельсінкі. В Гельсінкі завідував експортом та імпортом радіопристроїв. 
У 1931-1932 роках повернувся на військову службу і проходив стажування на есмінцях військово-морського флоту.
Був одним з пропагандистів джазової музики в СРСР: колекціонував грамплатівки, записував музику з радіо, вів радіо-передачі про джаз і виступав з лекціями в ленінградських і московських будинках культури, консультував молодіжний джаз-оркестру, опублікував статтю «Джаз». Ця сторона його діяльності показана в кінофільмі 1983 року «Ми з джазу».

## Арешти
У грудні 1933 року і в 1934 році двічі був заарештований як «співробітник іноземних развідок» — Великої Британії і Фінляндії (справа «Двійник»), але обидва рази був звільнений.
У ніч на 9 квітня 1937 року був заарештований востаннє і спільно з письменником М.Ю. Зуєвим-Ординцем звинувачений за статтями 58-1а (зрада Батьківщині) і 58-10 (контрреволюційна агітація) Кримінального кодексу РРФСР. Не визнавав себе винним, але його «контрреволюційність» підтвердили свідки у справі: заступник редактора журналу і безробітний. 25 жовтня 1937 постановою Особливої трійки УНКВС Ленобласті був засуджений до вищої міри покарання.